# Les Touches-de-Périgny
Les Touches-de-Périgny é uma comuna francesa na região administrativa da Nova Aquitânia, no departamento de Charente-Maritime. Estende-se por uma área de 21,56 km². Em 2010 a comuna tinha 569 habitantes (densidade: 26,4 hab./km²).